# Meiganqiao (köpinghuvudort i Kina, Shaanxi, lat 34,54, long 107,45)
Meiganqiao är en köpinghuvudort i Kina. Den ligger i provinsen Shaanxi, i den nordvästra delen av landet, omkring 140 kilometer väster om provinshuvudstaden Xi'an. Antalet invånare är 32 429. Befolkningen består av 15 884 kvinnor och 16 545 män. Barn under 15 år utgör 15,0 %, vuxna 15-64 år 75 %, och äldre över 65 år 9,0 %.
Runt Meiganqiao är det tätbefolkat, med 356 invånare per kvadratkilometer. Närmaste större samhälle är Fengxiang Chengguanzhen, 5,9 km väster om Meiganqiao. Trakten runt Meiganqiao består till största delen av jordbruksmark.
Genomsnittlig årsnederbörd är 730 millimeter. Den regnigaste månaden är september, med i genomsnitt 159 mm nederbörd, och den torraste är december, med 2 mm nederbörd.